# Спартак (хоккейный клуб, Суботица)
Хоккейный клуб «Спартак» Суботица (серб. Хокејашки клуб Спартак Суботица) — сербский хоккейный клуб, выступавший в Сербской хоккейной лиге. Проводил матчи на Городской арене вместимостью 1000 человек.

## История
Хоккеем на льду в Суботице занимались во время и после Второй мировой войны на льду Паличкого озера. В 1945 году был основан клуб, который провёл первую официальную встречу в 1947 году. В 1969 году на арене был залит искусственный лёд, что помогло развитию клуба. Он выступал в Первой союзной лиге Югославии, а после распада Югославии и в первенстве Сербии.
У клуба накопилось очень много проблем, среди которых были как финансовые проблемы, так и конфликты с игроками, вследствие чего в 2016 году клуб был расформирован.